# Тигран Аветисян
Тигран Георгійович Аветисян (вірм. Տիգրան Ավետիսյան, груз. ტიგრან გიორგის ძე ავეტისიანი; 1891—1938) — вірменський і грузинський політик, депутат Установчих зборів Грузії (1919—1921). Член партії «Дашнакцутюн». Жертва Сталінського терору.

## Біографія
Народився 18 лютого 1891 року в Тбілісі. Закінчив юридичний факультет Імператорського Санкт-Петербурзького університету.
Був заарештований 1908 року з політичних мотивів. 1918 року обраний членом парламенту Демократичної Республіки Грузія. У вересні 1919 року в результаті довиборів обраний до Установчих зборів Грузії.
Після встановлення радянського режиму неодноразово заарештовувався. У 1935 році отримав п'ять років заслання в Туруханськ. Працював юрисконсультом ліспромгоспу в селі Ярцево Туруханського краю . Знову заарештований 7 лютого 1938 року за звинуваченням у приналежності до контрреволюційної підпільної організації та терористичної діяльності. Розстріляний 26 травня 1938 .
Реабілітований 8 червня 1957 Красноярським крайовим судом, а 10 липня 1989 — Красноярською прокуратурою.